# العنصرية البيئية في الولايات المتحدة
العنصرية البيئية هي شكل من أشكال العنصرية المؤسساتية، يعاني الأشخاص الملونون من أضرار بيئية، مثل التلوث وآثار الكوارث الطبيعية، بمعدل مرتفع بصورة غير متكافئة. صاغ بعض العلماء العنصرية البيئية باسم «جيم كرو الجديد». مثل قوانين جيم كرو، تحرم العنصرية البيئية بطريقة منهجية السود من حقوقهم. يتسبب القانون في آثار مدمرة على الصحة البدنية والعقلية للأمريكيين من أصل أفريقي، ويخلق تباينات في العديد من مجالات الحياة المختلفة، مثل النقل، والإسكان، والبنية التحتية، والصحة، والفرص الاقتصادية. يجادل علماء الأوبئة جويل كوفمان وأنيوم هاجت بأن «السياسات والممارسات التمييزية التي تشكل العنصرية البيئية قد أثقلت بصورة غير متناسبة المجتمعات الملونة، وتحديدًا الأمريكيين من أصل أفريقي، والأمريكيين الأصليين، والأمريكيين الآسيويين، وسكان جزر المحيط الهادئ، والسكان من أصل هسباني».
من المرجح أن تتواجد المجتمعات الملونة بجوار مصادر التلوث، مثل مدافن النفايات، ومحطات الطاقة، وترميد النفايات. هناك أدلة على أن التعرض للتلوث يمكن أن يؤدي إلى انتشار المرض بشكل أكبر. بالإضافة إلى ذلك، من المرجح أن تحتوي المجتمعات الملونة ذات الدخل المنخفض على مياه ملوثة. وجد تحليل لبيانات وكالة حماية البيئة أن عدم المساواة في الوصول إلى مياه الشرب المأمونة مرتبط ارتباطًا وثيقًا بالعرق. تميل المجتمعات الأكثر تلوثًا إلى أن تكون ذات فقر مدقع، وبنية تحتية رديئة، ومدارس دون المستوى المطلوب، وبطالة مزمنة، وأنظمة رعاية صحية سيئة. تشير الأدلة التجريبية إلى أن المخاطر البيئية تؤثر سلبًا على قيم الممتلكات القريبة، وفرص العمل، والأنشطة الاقتصادية. بالإضافة إلى ذلك، يمكن أن تسبب المخاطر البيئية توترًا نفسيًا.
تميل الكوارث الطبيعية أيضًا إلى أن يكون لها تأثيرات غير متكافئة على المجتمعات الملونة. كثيرًا ما يكون لمدى الفقر داخل المنطقة تأثير أقوى بكثير على حجم تأثير الكارثة الطبيعية من شدة الكارثة نفسها. تميل المجتمعات البيضاء الغنية إلى التواجد على أرض مرتفعة، لذا فهي أقل عرضة للفيضانات من المجتمعات الملونة. علاوة على ذلك، غالبًا ما تكون خطط الوقاية من الكوارث والتعافي منها متحيزة ضد الأقليات في المناطق المنخفضة الدخل.

## نبذة تاريخية
يمكن إرجاع أصول حركة العدالة البيئية إلى الحركة البيئية للسكان الأصليين، والتي تعود جذورها إلى أكثر من 500 عام من الاستعمار، والقمع، والنضال المستمر من أجل السيادة وحقوق الأرض. في عام 1968 التقى نشطاء بيئيون على مستوى القاعدة الشعبية من عدة دول قبلية في مينيسوتا، وشكلوا منظمة عُرفت باسم حركة الهنود الأمريكيين.
يُعرف احتجاج ثنائي الفينيل متعدد الكلور في كارولاينا الشمالية عام 1982 على نطاق واسع بأنه أصل حركة العدالة البيئية. في عام 1982 قرر مسؤولو ولاية كارولينا الشمالية وضع مكب نفايات يحتوي على تربة ملوثة بمركبات ثنائي الفينيل متعدد الكلور شديدة السمية في بلدة أفتون الصغيرة في مقاطعة وارين بولاية كارولاينا الشمالية. شكلت أفتون نحو 84% من الأمريكيين من أصل أفريقي. أثار هذا القرار أول احتجاج وطني على موقع منشأة للنفايات الخطرة. نظمتها الرابطة الوطنية للنهوض بالملونين، تجمع سكان مقاطعة وارين، جنبًا إلى جنب مع الحقوق المدنية المحلية والقادة السياسيين، لمعارضة وضع موقع المكب. اعتقِل أكثر من 500 متظاهر. ردًا على ذلك، نُشرت دراستان رئيسيتان: مكتب المحاسبة العامة الأمريكي 1983، وكنيسة المسيح المتحدة 1987. وجدت كلتا الدراستين أن هناك علاقة قوية بين العرق وموقع منشآت النفايات الخطرة.
أجرت دراسة مكتب المحاسبة العامة بالولايات المتحدة مسحًا لمواقع مرافق النفايات الخطرة، ووجدت أن هذه المرافق كانت على الأرجح موجودة في مجتمعات الأقليات وذوي الدخل المنخفض. وجدت دراسة لجنة كنيسة المسيح المتحدة للعدالة العرقية أن ثلاثة من أكبر منشآت النفايات الخطرة تقع أساسًا في المناطق السوداء، وتمثل 40% من سعة مكب النفايات الخطرة في الولايات المتحدة. ووجدت الدراسة أيضًا أن أقوى مؤشر على وضع مرافق النفايات الخطرة هو العرق، متجاوزًا دخل الأسرة وقيم المنزل. وجدت دراسة إضافية أجرتها لجنة كنيسة المسيح المتحدة للعدالة العرقية أن ثلاثة من أصل خمسة أمريكيين من أصل أفريقي وأمريكيين من أصل هسباني يعيشون في مجتمعات بها مواقع نفايات خطرة.

## التلوث

### مرافق النفايات الخطرة
تظهر الدراسات الحديثة أنه من المرجح أن توضع مرافق النفايات الخطرة في مجتمعات ملونة وأحياء منخفضة الدخل. في الواقع، مجتمعات الأقليات العرقية ذات الكثافة السكانية العالية هي أكثر عرضة بتسعة أضعاف لمرافق خطرة بيئيًا مقارنة بمجتمعات الأقليات ذات الكثافة المنخفضة. وجدت دراسة في ولاية ماساتشوستس أجراها عالما الاجتماع دانيال آر. فابر وإريك جاي. كريغ تحيزات عنصرية في وضع 17 منشأة للنفايات الصناعية. يرتبط الفصل السكني بارتفاع مخاطر الإصابة بالسرطان؛ مع زيادة الفصل العنصري، يكون معدل الإصابة بالسرطان أعلى. وجدت دراسة أجرتها المجلة الأمريكية للصحة العامة عام 2018 أن السود يتعرضون بنسبة 54% للجزئيات أكثر من الأمريكيين العاديين. في لوس أنجلوس، يكون أطفال الأقليات أكثر عرضة لخطر التعرض لتلوث الهواء في المدرسة. وجد علماء الصحة البيئية راشيل موريلو-فروش ومانويل باستور الابن أنه «في المدارس التي احتلت المرتبة الخامسة من حيث جودة الهواء، كان الأطفال بنسبة 92% من الأقليات». وجدوا أيضًا أن تلوث الهواء مرتبط بانخفاض التحصيل الدراسي. وجدت وكالة حماية البيئة الأمريكية ومكتب الإحصاء بالولايات المتحدة أنه في مناطق وسط المحيط الأطلسي وشمال شرق الولايات المتحدة، تتعرض الأقليات للجزيئات أكثر بنسبة 66% من المركبات مقارنة بالأمريكيين البيض. في دراسة أجريت في عام 2000 في تكساس، وجد عالما الاجتماع كينغسلي إيجيوغو وهون آر. تاكيا أن نسبة الآسيويين والنسبة المئوية من ذوي الأصول الهسبانية كانت تنبئًا مهمًا بالمواقع السامة.
العنصرية البيئية منتشرة للغاية في العديد من الولايات في جميع أنحاء البلاد. تثير العنصرية البيئية قضايا أخلاقية ويمكن أن يكون لها أيضًا آثار على قوانين ودستور الدولة، على سبيل المثال «قانون الهواء النظيف» و«التعديل الرابع عشر» و«قانون الحقوق المدنية».
مثال على حالة العنصرية البيئية هي بلدة صغيرة معظمها من الأمريكيين من أصل أفريقي (90%) تسمى يونيونتاون (ألاباما) حيث يُعتقد أن مكب نفايات السام تسبب في مشاكل صحية خطيرة. في عام 2010 نقلت هيئة وادي تينيسي أربعة ملايين ياردة مكعبة من رماد الفحم إلى مكب النفايات في يونيونتاون دون توفير أي حماية للمواطنين من النفايات. ارتبطت مشكلات الصحة العقلية، وهي احتمال واحد من كل خمسة للإصابة بالسرطان والقضايا الإنجابية، بالزئبق والزرنيخ الموجود في الرماد.
تشمل الأمثلة الأخرى دالاس الغربية، تكساس حيث أنشئت مشاريع إسكان أمريكية من أصل أفريقي على بعد عشرين خطوة من مصهر إعادة تدوير البطاريات، وتشيستر (بنسيلفانيا) التي أصبحت نقطة جذب لمواقع النفايات السامة. في كاليفورنيا، قررت الحكومة أيضًا السماح بالتلوث في المجتمعات الضعيفة. يظهر تأثير العنصرية البيئية في البيانات الصحية التي تظهر أن الأمريكيين الأفارقة أكثر عرضة للوفاة بثلاث مرات من الربو. يعيش ثلاثة من كل خمسة أمريكيين من أصل أفريقي في مجتمع به موقع واحد على الأقل للنفايات السامة. في المتوسط، يستغرق وضع المواقع السامة في بلدات الأقليات على قائمة الأولويات الوطنية مدة أطول بنسبة عشرين بالمئة من المناطق البيضاء.